# Juncal
Juncal est une freguesia portugaise située dans le District de Leiria.
Avec une superficie de 26,67 km2 et une population de 3 241 habitants (2001), la paroisse possède une densité de 121,5 hab/km2.